# زي الهوا (أغنية)
أغنية زي الهوا، أو زي الهوى، هي أغنية ألفها محمد حمزة، ولحنها بليغ حمدي على مقام البياتي، وغناها عبد الحليم حافظ عام 1970

## الخلفية
- طوال الفترة من عام 1955 إلى عام 1962، كان عبد الحليم حافظ يقدم الأغاني العاطفية بشكل أساسي من خلال الأفلام، خصوصاً تلك التي يمثلها، ولم يشذ عن تلك القاعدة إلاّ نادراً.
- لكنه خلال الفترة من عام 1963 إلى عام 1967 لم يستطع أن يمثل سوى فيلم واحد هو معبودة الجماهير، وذلك بسبب ظروفه الصحية[1]، ولذلك لم يكن من السليم أن يعتمد في ذلك الوقت على أغاني الفيلم وحدها، لذلك غنى في تلك الفترة مجموعة من الأغاني حقق بعضها نجاحاً كبيراً مثل «سواح»، «على حسب وداد»، «جانا الهوى» (وكلها من ألحان بليغ حمدي)، و«كامل الأوصاف» (من ألحان محمد الموجي).
- في عام 1969 قدم عبد الحليم فيلم أبي فوق الشجرة، ورغم أن الفيلم حقق نجاحاً كبيراً حيث بلغت إيراداته حوالي مليوني جنيه مصري[2]، إلاّ أن قرر أن يتوقف لأجل غير مسمى عن التمثيل في الأفلام، والأرجح أن الأسباب التي وراء قراره كانت:

1. تكاليف صناعة الأفلام مرتفعة حيث بغت تكاليف إنتاج معبودة الجماهير 100,000 جنيه[1]، وكذلك الأمر بالنسبة لفيلم أبي فوق الشجرة.[2]
2. يتطلب تصوير الأفلام وقتاً وجهداً كبيرين.
3. صار التلفزيون في مصر حقيقة واقعة، وبات بث الأغاني فيه أمراً سهلاً.

- لكن عبد الحليم عندما قرر أن يكتفي بالأغاني، رأى أن يقدم الأغاني المسرحية الطويلة، وهو أسلوب من الأغاني انفردت به أم كلثوم بشكل شبه كامل. ورغم أن عبد الحليم قدم سابقاً أغانٍ طويلة مثل «حبيبها»، و«لا تكذبي»، إلاّ أن ذلك كان استثناءً، ولم يكن أسلوباً دائماً للغناء.
- ومما يؤكد أن عبد الحليم اتجه للأغاني الطويلة هو أن مؤلف الأغنية محمد حمزة عرض عليه في العام التالي أغنية شعبية بعنوان متى أشوفك، لكن عبد الحليم رفضها قائلاً أنه مرحلة الشعبيات انتهت لديه، وبدأت مرحلة الأغاني الطويلة، واقترح ان يغنيها محمد رشدي، وهذ ما كان.[3]

## الأغنية
- غنى عبد الحليم هذه الأغنية في حفل عيد «شم النسيم» في 26 أبريل 1970[4]، وقد احتوت على مذهب (مقدمة)، وأربعة مقاطع. ثلاثة منها قصيرة هي: «وخدتني من إيدي»، «وخدتني ومشينا»، «خايف ومشيت ونا خايف»، أما المقطع الأخير فهو طويل نسبياً هو: «وخدتني يا حبيبي».
- بدءاً من هذه الأغنية وحتى وفاته كان عبد الحليم يقدم الأغاني العاطفية في شكل أغانٍ مسرحيةٍ طويلة، ولم يشذ عن هذه القاعدة كثيراً.
- أصبحت الأغاني الطويلة فيما بعد الأسلوب المفضل عند كبار المطربين مثل فايزة أحمد، ووردة الجزائرية، وميادة الحناوي، وعزيزة جلال.